# Nord-Süd-Straße (Stuttgart)

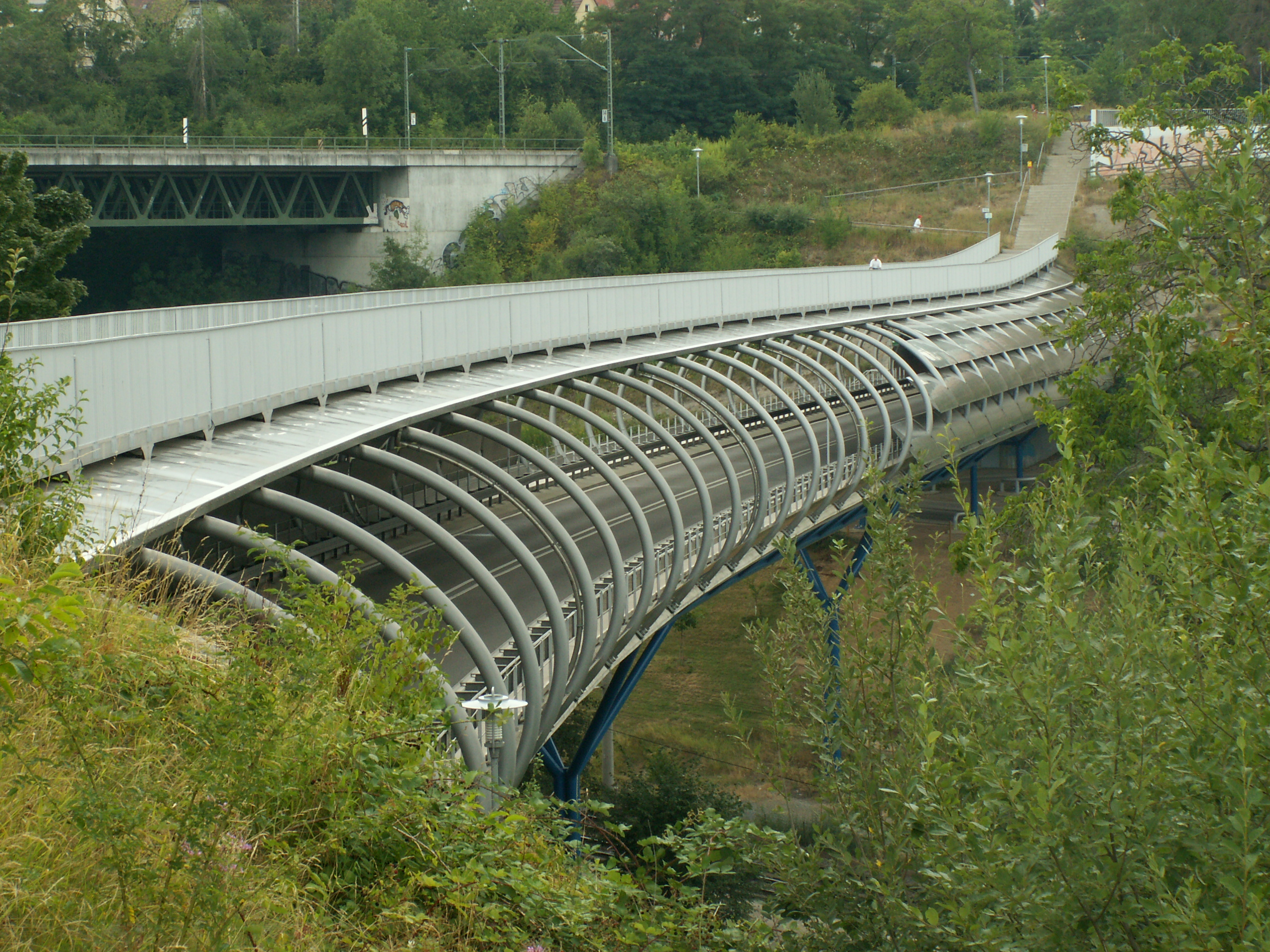
Brücke der Nord-Süd-Straße bei Stuttgart-Vaihingen; im Hintergrund der Nesenbachviadukt

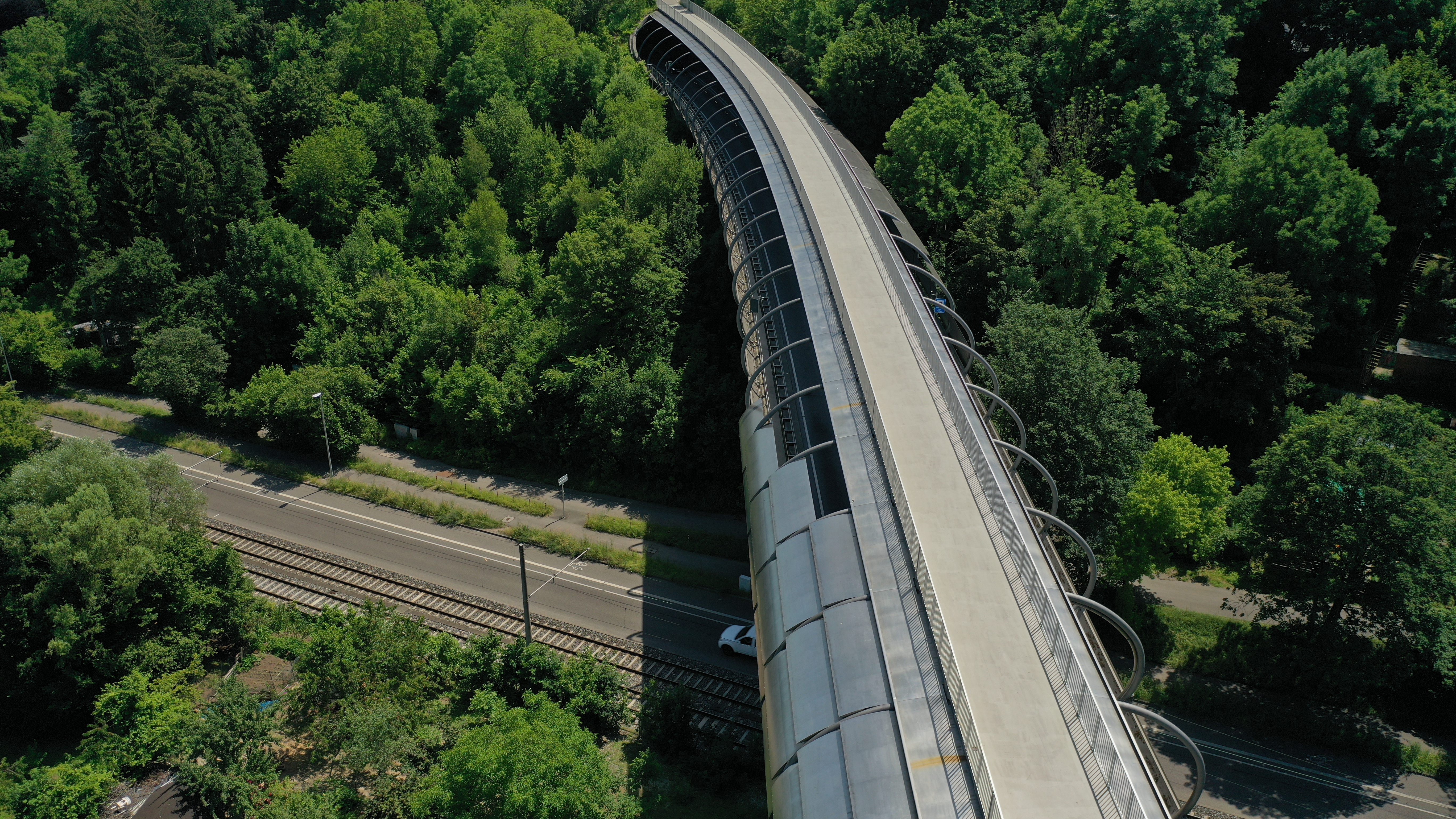
Brücke über das Nesenbachtal; darunter die Kaltentaler Abfahrt und Gleise der Stadtbahn Stuttgart

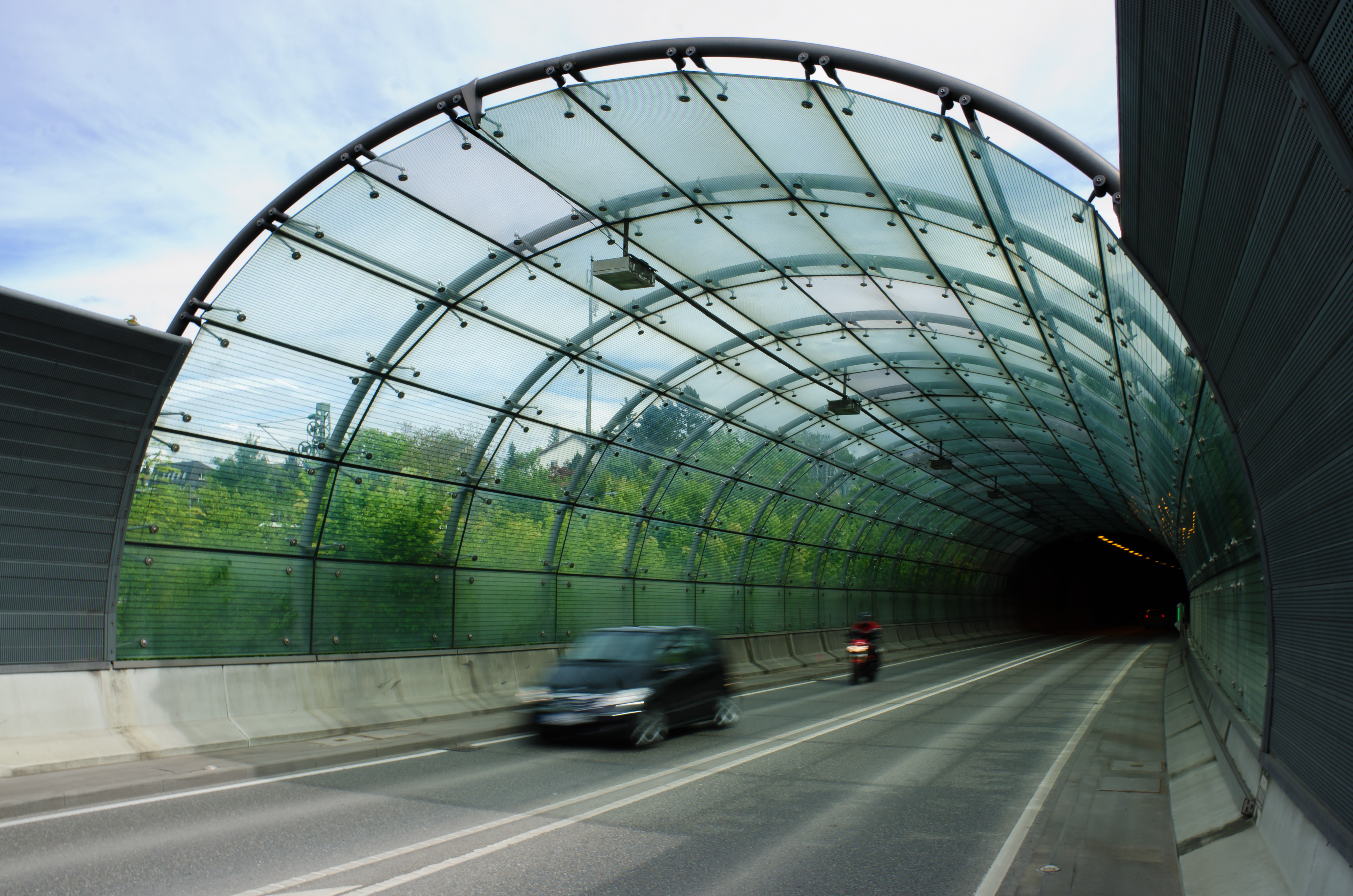
Österfeldtunnel

Nord-Süd-Straße ist der Name der fünf Kilometer langen Ostumgehung von Stuttgart-Vaihingen in Baden-Württemberg. Sie wurde 1999 in Betrieb genommen und hat ein tägliches Verkehrsaufkommen von rund 25.000 Fahrzeugen. Ihr Bau kostete 77 Millionen Euro.
Die ursprünglich als Bundesautobahn 834 geplante Straße läuft auf ihrem nordöstlichen Teil durch zwei Tunnels (Hengstäcker- und Österfeldtunnel) und überquert den Nesenbach in 22 m Höhe auf einer Brücke. Oberhalb der Fahrbahn der 151 m langen fugenlosen Stahlfachwerkbrücke verläuft ein Geh- und Radweg auf Stahlrohrbögen, die außerdem Schallschutzelemente tragen.
Die Nord-Süd-Straße beginnt zwischen dem Gewerbepark StEP (Stuttgarter Engineering Park) und dem S-Bahn-Haltepunkt Österfeld mit Anschluss an die Bundesstraße 14, die aus der Bundesautobahn 831 hervorgeht. Richtung Süden führt sie zwischen Möhringen und dem Gewerbegebiet Wallgraben (Synergiepark) in Richtung der Bundesautobahn 8.
Auf ihrem südlichen Teil besitzt die Nord-Süd-Straße sechs ampelgeregelte Kreuzungen, an denen es durch den Verkehr des Gewerbegebiets Wallgraben sowie durch Ausweichverkehr von der A 8 häufig zu langen Staus kommt. Seit Juli 2018 werden die Kreuzungen im Bereich des Gewerbegebiets umgebaut, um eine Entlastung zu erreichen. Der Abschluss der Arbeiten ist für Herbst 2019[veraltet] geplant. Neben Maßnahmen zur Verkehrsreduzierung ist ein weiterer Ausbau der Straße auf drei oder vier Fahrspuren in der Diskussion.